# 特技摩托賽系列
特技摩托賽是由RedLynx所開發的平台競速遊戲系列，不嚴謹地奠基於現實世界中的越野摩托賽運動。玩家須操作騎手在模擬物理的影響下，穿越2.5D世界中的重重障礙。本系列由育碧出版。
《特技摩托賽》在2000年以瀏覽器遊戲的形式發布。遊戲方式有些類似Mastertronic於1987年出版的《Kikstart2》。
《特技摩托賽2》於2007年發布，並於2008年以《特技摩托賽2：第二版》被重新發布。隔年（2009年），利用客製化Bullet引擎所研發的《特技摩托賽HD》在Xbox Live Arcade上發布，本系列從此躍上遊戲主機平台。下一個正統續作《特技摩托賽：進化》於2012年發布於Xbox Live Arcade。2013年3月22日，《特技摩托賽HD》與《特技摩托賽：進化》以《特技摩托賽：進化黃金版》（Trials Evolution: Gold Edition）之名共同在Microsoft Windows平台上推出。
2014年4月，育碧發布了兩款設計工作同步進行的系列遊戲：《特技摩托賽：前線》與《特技摩托賽：聚變》。《特技摩托賽：前線》於2014年4月10日在智慧型手機和平板上發布。《特技摩托賽：聚變》則於2014年4月16日發布在PlayStation 4、Xbox360、Xbox One上。《特技摩托賽：聚變》的Windows版本則是於2014年的4月24日發布。
2018年6月11日，《特技摩托賽：崛起》於E3上首次亮相。2019年2月26日登陸PlayStation 4、Xbox One、任天堂Switch和Windows平台。

## 遊戲

### 主要系列
| 標題             | 年分   | 平台                                                     |
| ---------------- | ------ | -------------------------------------------------------- |
| 特技摩托賽       | 2000年 | Java                                                     |
| 特技摩托賽2      | 2007年 | Flash                                                    |
| 特級摩托賽HD     | 2009年 | Xbox 360                                                 |
| 特技摩托賽：進化 | 2012年 | Xbox 360                                                 |
| 特技摩托賽：聚變 | 2014年 | Microsoft Windows、PlayStation 4、Xbox 360、Xbox One     |
| 特技摩托賽：崛起 | 2019年 | Microsoft Windows、PlayStation 4、Xbox One、任天堂Switch |

## 外部連結
- 官方网站
- Miniclip 上的 特技摩托2 （页面存档备份，存于）
- RedLynx上的特技摩托賽的傳奇